# Бабуца (Васлуј)
Бабуца (рум. Băbuța) насеље је у Румунији у округу Васлуј у општини Драгомирешти. Oпштина се налази на надморској висини од 158 m.

## Становништво
Према подацима из 2002. године у насељу је живело 120 становника, од којих су сви румунске националности.